# Idiot util
În jargonul politic și jurnalistic, un idiot util este un termen derogatoriu pentru o persoană percepută ca făcând propagandă pentru o cauză fără a înțelege pe deplin obiectivele ei, și care este folosită cinic de promotorii cauzei. Termenul a fost folosit inițial în timpul Războiului Rece pentru a descrie necomuniștii considerați susceptibili la propaganda și manipularea comunistă. Termenul a fost adesea atribuit lui Vladimir Lenin, dar această atribuire nu este fundamentată.

## Origine
Sintagma „idiot util” a fost adesea atribuită lui Vladimir Lenin,  deși nu s-a probat vreodată că ar fi folosit-o. Într-un articol din The New York Times, din 1987, jurnalistul american William Safire a investigat originea termenului, menționând că un bibliotecar senior de referință de la Biblioteca Congresului nu a putut să găsească fraza în lucrările lui Lenin și a conchis că, în absența unor noi dovezi, termenul nu poate fi atribuit lui Lenin. În mod similar, Dicționarul Oxford Englez spune în definirea „idiotului util”: „fraza nu reflectă nicio expresie folosită în Uniunea Sovietică”.
Termenul a apărut într-un articol din New York Times, în iunie 1948, despre politica italiană contemporană („Schimbarea comunistă în Europa”), citând publicația social-democrată centristă L’Umanità. L'Umanità scria că social-democraților de stânga, care au intrat într-un front popular cu Partidul Comunist Italian în timpul alegerilor din 1948, li se va oferi opțiunea fie să se contopească cu comuniștii, fie să părăsească alianța. Time a folosit prima dată expresia în ianuarie 1958, scriind că unii creștin-democrați italieni îl considerau pe activistul social Danilo Dolci un „idiot util” pentru cauza comunistă. De atunci a reapărut în articolele acelui periodic.

### Sinonim: inocent util
Un termen similar, „inocenți utili”, apare în cartea din 1947 a economistului austro-american Ludwig von Mises, Planned Chaos. Von Mises scria că termenul era folosit de comuniști cu referire la liberali, pe care von Mises îi descrie drept „simpatizanți confuzi și rătăciți”. Termenul „inocenți utili” apare și într-un articol din 1946 în Reader's Digest intitulat „Lecția tragică a Iugoslaviei pentru omenire”, scris de Bogdan Raditsa, care activa pentru guvernul iugoslav în exil în timpul celui de al Doilea Război Mondial, l-a susținut pe Josip Broz Tito (deși nu pe comuniști înșiși) și a servit, pentru scurt timp, în noul guvern iugoslav al lui Tito, înainte de a pleca la New York. „În limba sârbo-croată”, spune Raditsa, „comuniștii au o expresie pentru adevărații democrați, care consimt să colaboreze cu ei în numele «democrației». Este vorba despre Korisne Budale sau «inocenți utili»”.

## Utilizare
În 1959, congresmanul Ed Derwinski din Illinois l-a folosit într-un editorial al Chicago Daily Calumet, referindu-se la americanii care au călătorit în Uniunea Sovietică pentru a promova pacea drept „ceea ce Lenin numește idioții utili în jocul comunist”. În 1961, jurnalistul american Frank Gibney a scris că Lenin a inventat sintagma „idiot util”. Gibney a scris că expresia era o bună descriere a „simpatizanților comuniști”, de la Jean-Paul Sartre, la socialiștii de stânga din Japonia, până la membrii Frontului Popular din Chile. Într-un discurs din 1965, Spruille Braden, un diplomat american care a stat într-o serie de țări din America Latină în anii 1930 și 1940, a declarat că termenul a fost folosit de Iosif Stalin pentru a se referi la ceea ce Braden a numit „nenumărați nevinovați, deși bine intenționați, sentimentaliști sau idealiști” care au ajutat agenda sovietică.
Scriind în The New York Times în 1987, William Safire a discutat despre utilizarea din ce în ce mai răspândită a termenului „idiot util” împotriva „oricui insuficient de anticomunist în viziunea utilizatorului expresiei”, inclusiv parlamentari care i-au susținut pe sandiniștii anti-Contras din Nicaragua, și socialiștii olandezi. După ce președintele Ronald Reagan a încheiat negocierile cu liderul sovietic Mihail Gorbaciov cu privire la Tratatul forțelor nucleare cu rang intermediar, liderul conservator Howard Phillips l-a declarat pe Reagan un „idiot util pentru propaganda sovietică”.